# Ignazio Aru
Ignazio Aru (Pirri, 23 maggio 1937 – Monserrato, 5 ottobre 2020) è stato un ciclista su strada italiano, professionista dal 1959 al 1963. Su strada non ottenne alcuna vittoria, tuttavia ottenne un ottimo piazzamento al Giro di Sardegna 1960, dove chiuse la corsa sesto, ma sfiorò la vittoria in quanto, a pochi km dall'arrivo di Sassari, da leader, forò, perse oltre 1'30" e non riuscì a rientrare nel gruppo di testa, perdendo tutto il vantaggio accumulato .

## Piazzamenti

### Classiche monumento
- Milano-Sanremo

1961: 126º
1963: 123º
- Giro di Lombardia

1959: 89º